# Vento (araldica)
Vento è un termine utilizzato in araldica per indicare una testa di putto, di profilo, soffiante con forza col soffio raffigurato da un fascio di lineette uscenti dalla bocca e divergenti. La testa può muoversi da una nuvola.
In molti casi è utilizzato il termine alternativo borea, e nell'araldica francese anche il termine zefiro. Talora il viso è posto di fronte.

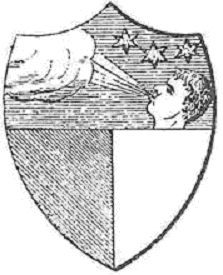
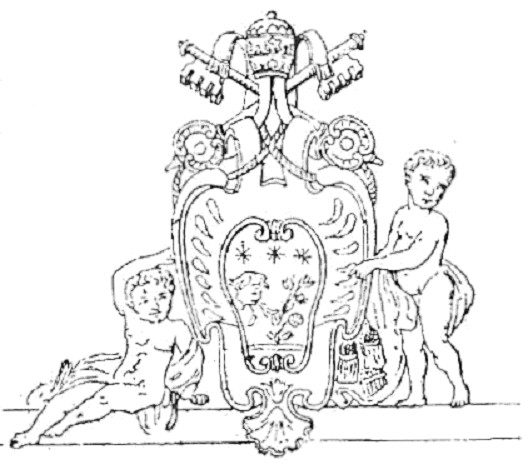
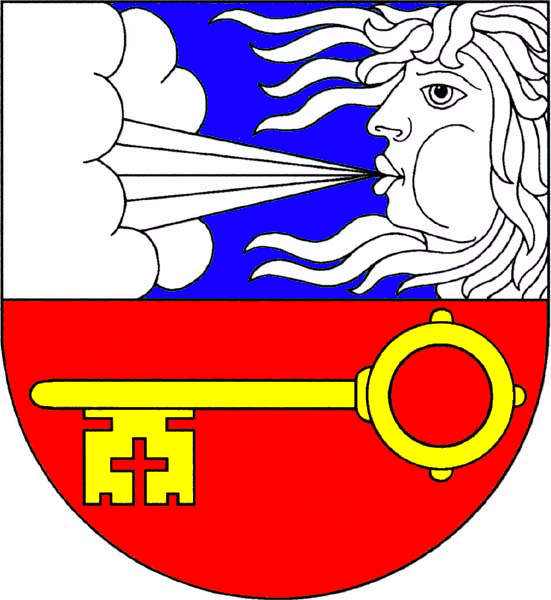
Vento (stemma di Větrušice, Repubblica Ceca)
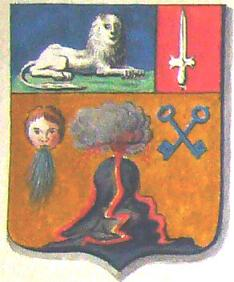
Borea di carnagione, soffiante di verde nel blasone di Pierre André Miquel (1762–1819)
Borea soffiante d'argento (Markt Nordheim, Germania)
Di rosso, allo zefiro d'argento, soffiante su un mazzo di gigli al naturale posto su una pianura di verde; al capo d'argento, caricato di tre stelle d'oro (stemma di papa Pio VI)